# Lijst van heersers over Aram-Damascus
Dit is een lijst van heersers over Aram-Damascus. De lijst bevat alle in historische bronnen overgeleverde namen van koningen over Aram-Damascus uit de periode van ca. 1000 v.Chr. tot aan de definitieve inlijving bij het Assyrische Rijk in de tijd van Tiglat-Pileser III. Vermoedelijk is de lijst incompleet, maar hoeveel heersers er ontbreken kan uit de weinige bewaard gebleven historische bronnen niet worden opgemaakt.
| Naam               | Historische bron                                                       | Periode                                |
| ------------------ | ---------------------------------------------------------------------- | -------------------------------------- |
| Hadadezer          | 2 Sam 8:3-8                                                            | tijdgenoot van koning David            |
| Rezon              | 1 Kon 11:23-24                                                         | tijdgenoot van koning Salomo           |
| Chezjon ?          | 1 Kon 15:18-20 2 Kron 16:2-4                                           | 10e eeuw                               |
| Tabrimmon          | 1 Kon 15:18-20 2 Kron 16:2-4                                           | 10e eeuw                               |
| Benhadad I         | 1 Kon 15:18-20 2 Kron 16:2-4                                           | eind 10e/begin 9e eeuw                 |
| Hadadezer          | Een Aramese inscriptie                                                 | Vóór 853 tot uiterlijk vóór 841 v.Chr. |
| Benhadad II ?      | 1 Kon 20                                                               | tijdgenoot van koning Achab            |
| Hazaël             | o.a. 2 Kon 8:28; 9:14 Diverse Aramese votiefinscripties (o.a. KAI 232) | ca 844/842 - ca 800                    |
| Benhadad III       | Stèle van Zakkur 2 Kon 13:24-25                                        | tot uiterlijk 773                      |
| Hadianu            | Inscriptie uit Pazarcik uit 773 v.Chr.                                 | tijdgenoot van Salmanasser IV          |
| Rezin/Rezon/Rhianu | Stèle van Tiglat-Pileser III 2 Kon 16:7-9                              | tijdgenoot van Tiglat-Pileser III      |